# Ligne de Nantes à Legé
La ligne de Nantes à Legé est une ligne de chemin de fer d'intérêt local à voie métrique disparue, située dans le département de la Loire-Inférieure. Elle fut exploitée par la Compagnie française de chemins de fer à voie étroite qui exploitait également la ligne des Sorinières à Rocheservière.
La gare de Legé était commune aux tramways de la Vendée

## Histoire

### Chronologie
- 28 août 1893 : inauguration, mise en service.
- 1er mai 1935 : fermeture de la ligne[1].

### Origine
Lors de la séance du conseil général de la Loire-Inférieure, le 17 novembre 1871, plusieurs conseillers demandent que soit étudié un « chemin de fer vers Legé et la Vendée ». Le préfet charge l'ingénieur en chef du département de faire l'avant-projet d'un « chemin de fer de Nantes à Legé, avec prolongement sur la Vendée ».
Les conseillers sont informés lors de leur réunion suivante du 15 avril 1872, le préfet en présente les résultats et les plans : « Ce chemin se détacherait de celui de Nantes à Pornic en un point situé à dix kilomètres environ de Nantes. Il passerait entre Saint-Aignan et Pont-Saint-Martin, à égale distance de ces deux localités, franchirait l'Ognon, toucherait à la Chevrolière, traverserait la Boulogne, atteindrait ensuite Saint-Philbert-de-Grand-Lieu et s'infléchirait vers l'Est pour prendre la vallée de la Boulogne. Il suivrait de là, jusqu'à Legé, la rive gauche de cette petite rivière, en desservant Saint-Colombin, la Limouzinière, Saint-Étienne, Saint-Jean-de-Corcoué. Pénétrant ensuite dans le département de la Vendée, il irait se souder, à quelques kilomètres à l'Ouest d'Aizenay, au chemin de fer projeté de Machecoul à la Roche-sur-Yon par Challans ». 
Ce tracé offre peu de difficultés, il est long de 45 km dans le département et de 15 km dans celui de la Vendée. Le budget nécessaire à la construction est d'environ 100 000 fr du kilomètre. Le problème soulevé par le préfet est que cette nouvelle ligne mettra en concurrence celle par Montaigu sur la rive gauche et que cela serait préjudiciable aux intérêts du département, que la compagnie soit la même ou une autre. Il demande aux conseillers d'en discuter et d'émettre un avis pour savoir quelle suite donner à ce projet.
L'avis de la commission, qui argumente notamment sur l'équité entre les deux rives et l'intérêt pour cette ligne des communes traversées ou peu éloignées, est de faire cette ligne. Le conseil adopte cette conclusion.
Le 30 août 1873, le préfet annonce qu'il n'y a pas eu d'offre pour réaliser cette ligne. La Commission des travaux publics dans son exposé indique les communes, que doit desservir la ligne, ont reçu une circulaire préfectorale pour participer financièrement à ce projet, et la somme voté par les conseils municipaux atteint un total de 3 000 fr alors qu'il reste encore à mobiliser d'autres communes plus éloignées du tracé mais très intéressées par cette réalisation. Les conseillers adoptent une résolution demandant au préfet de poursuivre la recherche d'un concessionnaire.

### Création
En 1884, le conseil général envisage de compléter les lignes de chemin de fer existantes par un réseau de tramways et de relier Nantes aux communes du sud du département. En 1887 est créée la Compagnie française de chemins de fer à voie étroite (l'écartement des voies étant métrique). Le 4 janvier 1890, la compagnie signe une convention lui accordant, pour cinquante ans, la concession de la ligne Nantes-Legé. Déclarée d'utilité publique le 1er août 1890, elle commence les travaux fin 1890. La ligne de 44,204 km partait de Nantes et rejoignait Legé, son terminus situé aux portes de la Vendée. Elle a été inaugurée le 28 août 1893.
La « gare de Legé », à Nantes, est le siège de la direction de la ligne (le siège de la compagnie se situe à Paris), qui a compté jusqu'à 120 employés. 
Dès la mise en service, le transport des denrées agricoles représente une part importante du trafic marchandise comme les céréales, le vin, des denrées alimentaires  et des matériaux de construction. 
En ce qui concerne le transport des voyageurs, en 1910, la ligne est fréquentée par 8 051 personnes en première classe et 304 447 en seconde. Mais, en 1927, le nombre de passagers avait baissé de moitié.
Concurrencée par l'automobile et le manque de matériel moderne, la ligne est contrainte de fermer définitivement le 1er mai 1935.

## Caractéristiques

### Tracé

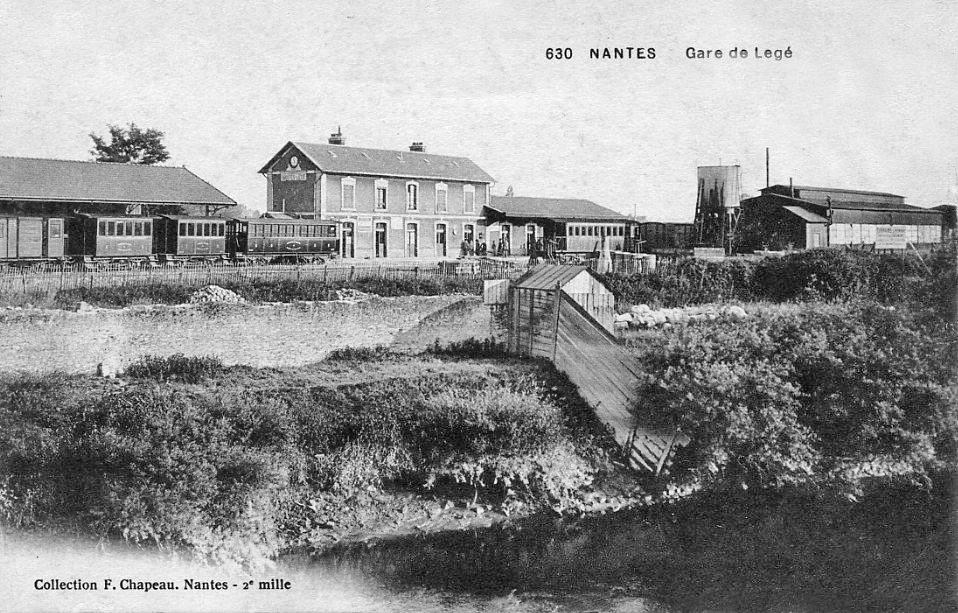
Gare de Nantes-Legé au début des années 1900.

La gare principale de la ligne, dite « gare de Legé » se trouvait sur l'île baptisée « prairie d'Aval », aujourd'hui intégrée dans l'île de Nantes. Après quelques dizaines de mètres, la ligne longeait le côté est de celle de Nantes - Saint-Gilles-Croix-de-Vie, la Compagnie française de chemins de fer à voie étroite ayant obtenu l'autorisation de l'Administration des chemins de fer de l'État, de pouvoir établir une ligne sur le pont ferroviaire de Pirmil pour franchir le « bras de Pirmil » de la Loire. La voie étant équipée de trois files de rails jusqu'à la gare de Rezé-Pont-Rousseau. 
La ligne de Nantes à Legé empruntait ensuite l'impasse des platanes, et se dirigeait vers le sud jusqu'à l'arrêt Chêne-Creux. Elle gagnait ensuite la gare des Sorinières, d'où une autre ligne partait  vers l'est: la ligne de Rocheservière.
La voie franchi l'Ognon sur un pont métallique mesurant 12 m et atteint  la gare de Pont-Saint-Martin. La ligne évitait le bourg de La Chevrolière par l'est pour rejoindre la gare de cette commune. Les trains se dirigeaient ensuite vers Saint-Philbert-de-Grand-Lieu. 
Un pont métallique de 23 m permettant de traverser la Boulogne. La voie était surélevée sur un remblai, dépassant de 65 cm au-dessus du niveau d'eau le plus haut constaté jusqu'alors. 
Après la gare de Saint-Philbert-de-Grand-Lieu, les convois traversaient la vallée de la Logne, desservaient la halte de La Roussière (Saint-Philbert-de-Grand-Lieu), puis, longeant la rive gauche de la Logne, arrivaient à la gare de La Limouzinière - Saint-Colombin commune à La Limouzinière et Saint-Colombin. 
La voie contournait ensuite le coteau de Bois Bonin et avant de gravir une colline pour parvenir à la gare de « Saint-Jean/Saint-Étienne-de-Corcoué », que partageaient deux communes qui ont fusionné par la suite pour fonder Corcoué-sur-Logne. La ligne suivait de nouveau la Logne, sur sa rive droite cette fois, pour atteindre, après l'arrêt à la station de « Moulin Guérin », la gare de la commune de Legé.

### Ouvrages d'art
Il existait deux ouvrages d'art :
- un pont métallique de 12 mètres sur l'Ognon
- un pont métallique de 23 mètres sur la Boulogne[6]

## Exploitation
L'exploitation est assurée par la Compagnie française de chemins de fer à voie étroite.

## Matériel roulant
Deux types de locomotive sont utilisés :
- Locomotives 030T livrées par la SACM
- Locomotives 030T livrées par Corpet-Louvet, No 52 à 54 livrées en 1902 et 1903 N° construction 933,934 et 936.

Pour lutter contre la concurrence de l'autobus, le conseil général fait l'acquisition d'une automotrice de Dion-Bouton.